# San Carlo Borromeo e san Francesco d'Assisi in adorazione della Croce
San Carlo Borromeo e san Francesco d'Assisi in adorazione della Croce è un dipinto olio su tela realizzato da Sebastiano Cima nel 1635 e conservato sulla controfacciata della chiesa della Madonna del Bosco sui colli di Bergamo.

## Storia
La chiesa, molto piccola, era stata edificata nel 1615 per volontà degli abitanti le piccole contrade nella zona dei colli di Bergamo in prossimità del bosco detto dell'Allegrezza dal nome omonimo del rudere del maniero che è ubicato nelle vicinanze. Le spese di mantenimento della chiesa erano principalmente sostenute dagli abitanti del luogo non è quindi possibile conoscere se il dipinto, che doveva essere stato commissionato dalla famiglia di Giacinto Benaglio, tanto vicina all'artista, fosse stato eseguito per il piccolo oratorio o fosse stata ordinato e trattenuto dai committenti, come patrimonio di famiglia e a scopo devozionale, per essere donato solo dopo, in occasione della ricostruzione nel 1761. 
Le relazioni delle visite pastorali che si susseguirono nel tempi, citano solo la presenza nell'aula di grandi dipinti ma senza darne la descrizione. Neppure la tela dello Zucco datata 1626 viene citata, anche se i due artisti avevano sicuramente molti contatti essendo conterranei, inoltre il Cima aveva da sempre studiato i dipinti dei suoi colleghi bergamaschi, riproponendoli in particolare del Cavagna.
L'ipotesi che la tela fosse stata donata alla chiesa solo dopo la sua ricostruzione del 1762 darebbe plausibile spiegazione alla modifica del margine superiore dalla sua conformazione originale. Nel 1979 l'opera fu sottoposta a un primo restauro e una seconda pulitura nel 2004.

## Descrizione
La tela, che è considerata dai critici d'arte il lavoro migliore dell'artista bergamasco, è conservata sopra la bussola d'ingresso della controfacciata della chiesa mariana e riporta la data e la firma dell'artista e una breve citazione che invita gli osservatori a riflettere sulla fugacità del tempo: HOC OPVUS...F.HIACINTVS/BENALI...S COME/ANNO D.MINI.1635/SEBST...NUS.CIMA/F.c.1635.
Il lavoro è stato realizzato dal Cima, ed è una delle poche opere che l'artista eseguì libero dai condizionamenti delle opere di altri artisti, in modo apparentemente autonomo. Il lavoro appare infatti di nuova conformazione.  L'ambiente scenico è spoglio, illuminato dalla grande apertura centinata posta centralmente, parrebbe inserita sull'altare maggiore di una chiesa che si collega attraverso il coro verso l'esterno dove l'unico arredo è la croce lignea priva del corpo di Cristo ma che riporta la scritta IN RI, una croce vittoriosa quindi, che fa pensare ma che racconta il Cristo risorto. La croce della vita come unica via per la resurrezione degli uomini. Sulla pietra dove è fissata la croce vi è la datazione e la firma del Cima nonché lo stemma della famiglia Benaglio: due galli rampanti crestati che si fronteggiano. La croce è davanti a un'apertura centinata con un cielo grigio plumbeo che porta le luci e le ombre agli interni che si ripropongono sul pavimento interno e suglia biti del Borromeo.
I quattro personaggi raffigurati nella tela sono posti su due ordini differenti e atti a compiere azioni diverse. 
In primo piano a sinistra è raffigurato san Carlo Borromeo. Il santo compie molteplici simbolici gesti: il capo è chino e lo sguardo rivolto all'osservatore, è appoggiato con una gamba alla pietra dove è posta la croce e regge sul ginocchio sinistro il libro del Vecchio Testamento aperto, con il pollice ne indica un passo preciso, mentre con il braccio destro indica la croce alludendo al significato del sacrificio di Cristo. Di fronte a lui sul lato destro san Francesco d'Assisi in preghiera contemplativa, quasi estatico, il suo sguardo pare un dialogo privato con la presenza non visibile, ma spirituale posta sul legno della croce, percepibile dal leggero movimento delle labbra. Le mani giunte in preghiera sono volte verso l'alto rendendo visibili di stigmate. San Francesco indossa il saio con cappuccio, questo era stato raccomandato nel 1622 da fra Celestino Colleoni con la stretta il cingolo in vita e visibili i tre nodi simbolo dei voti espressi dai frati francescani
Centrali nella parte superiore sono raffigurate due figure, una intenta alla lettura, e l'altra a osservare. Entrambe si appoggiano al parapetto forse di un chiostro. Il personaggio di sinistra è un religioso disegnato di spalle vestito con abito francescano con cappuccio che lo ricopre completamente e che è di una tinta più scura rispetto a quello posto sul lato destro, intento alla lettura poggia una mano sulla balaustra, forse appartenente a un ordine religioso differente.